# Federación de Básquetbol de Chile
La Federación de Básquetbol de Chile (Febachile) es el principal organismo encargado de velar por el básquetbol en Chile, además de las competiciones de clubes de la Liga Nacional de Básquetbol (LNB) y la Liga Nacional Femenina de Básquetbol (LINBAF), más la Selección Nacional de Chile. Pertenece a la asociación continental FIBA Américas y al Comité Olímpico de Chile.
La Federación de Básquetbol de Chile está integrada en la actualidad por 40 asociaciones debidamente acreditadas a lo largo de todo Chile.

## Historia
La Federación de Básquetbol de Chile se funda el 24 de febrero de 1924. En un principio la federación agrupaba sólo a tres asociaciones: Valparaíso, Santiago y Concepción.

## Organización de torneos internacionales
- Copa Mundial de Baloncesto: 1959
- Copa Mundial de Baloncesto Femenino: 1953
- Campeonato Sudamericano de Básquetbol: 1932, 1937, 1942, 1958, 1977, 2001, 2008
- Campeonato Sudamericano Femenino de Básquetbol: 1946, 1960, 1968, 1989, 1997, 2010
- Campeonato Sudamericano de Baloncesto Sub-17: 2019
- Campeonato Sudamericano Femenino Sub-17 de Básquetbol: 1992, 1998, 2002, 2009

## Sistema actual
Campeonatos Nacionales
| Torneo                   | Última edición           | Vigente campeón           |
| Competiciones masculinas | Competiciones masculinas | Competiciones masculinas  |
| ------------------------ | ------------------------ | ------------------------- |
| Liga UNO                 | 15.ª edición (2025)      | Universidad de Concepción |
| Liga DOS                 | 8.ª edición (2025)       | Colo-Colo                 |
| Liga de Desarrollo       | 7.ª edición (2024)       | Español de Osorno         |
| Supercopa                | 5.ª edición (2024)       | Español de Osorno         |
| Copa Chile               | 12.ª edición (2024)      | ABA Ancud                 |
| Copa Chile Dos           | 2.ª edición (2024)       | CD Illapel Básquetbol     |
| Competiciones femeninas  |                          |                           |
| Primera División         | 15.ª edición (A-2025)    | Sportiva Italiana         |
| Segunda División         | 1.ª edición (2024)       | Club Brisas               |

### Campeonatos Regionales
Los Campeonatos Regionales de Básquetbol en Chile que actualmente se disputan bajo la organización de la Federación de Básquetbol de Chile son los siguientes:
| Categoría | Categoría | Divisiones             | Divisiones             | Divisiones             | Divisiones             | Divisiones             | Divisiones             | Divisiones             | Divisiones             | Divisiones             | Divisiones            | Divisiones            | Divisiones            | Divisiones            | Divisiones            | Divisiones            | Divisiones            | Divisiones            | Divisiones            |
| --------- | --------- | ---------------------- | ---------------------- | ---------------------- | ---------------------- | ---------------------- | ---------------------- | ---------------------- | ---------------------- | ---------------------- | --------------------- | --------------------- | --------------------- | --------------------- | --------------------- | --------------------- | --------------------- | --------------------- | --------------------- |
| 1.º       | 1.º       | Libcentro A 21 equipos | Libcentro A 21 equipos | Libcentro A 21 equipos | Libcentro A 21 equipos | Libcentro A 21 equipos | Libcentro A 21 equipos | Libcentro A 21 equipos | Libcentro A 21 equipos | Libcentro A 21 equipos | Liga Saesa 21 equipos | Liga Saesa 21 equipos | Liga Saesa 21 equipos | Liga Saesa 21 equipos | Liga Saesa 21 equipos | Liga Saesa 21 equipos | Liga Saesa 21 equipos | Liga Saesa 21 equipos | Liga Saesa 21 equipos |

## Asociaciones

### Asociación nacional
- Dimayor Hasta el año 2012 cuando se disolvió.

### Asociación regional
- Región Metropolitana

### Asociaciones locales
| - Arica - Iquique - Antofagasta - Copiapó - Vallenar - La Serena - Coquimbo - Ovalle - La Calera - Los Andes - San Antonio - San Felipe - Valparaíso - Viña del Mar - Quillota - Las Condes - Maipú - Puente Alto - San Bernardo - Santiago | - Rancagua - San Fernando - Constitución - Curicó - Talca - Concepción - Lebu - Talcahuano - Temuco - Loncoche - Valdivia - Ancud - Borde Costero - Castro - Osorno - Puerto Varas - Puerto Montt - Chiloé - Puerto Aysén - Punta Arenas |

### Asociaciones femeninas
| - Valparaíso - Santiago | - Concepción |

## Palmarés

### Selección Masculina

#### Absoluta
| Competición                | Campeón  | Subcampeón      | Tercer puesto              |
| -------------------------- | -------- | --------------- | -------------------------- |
| Copa Mundial de Basquetbol |          |                 | 2 (1950), (1959)           |
| Juegos Olímpicos           |          |                 |                            |
| Campeonato FIBA Américas   |          |                 |                            |
| Campeonato Sudamericano    | 1 (1937) | 2 (1932, 1934), | 4 (1942, 1947, 1949, 1953) |

#### Selección Panamericana Masculina
| Competición          | Campeón  | Subcampeón | Tercer puesto        |
| -------------------- | -------- | ---------- | -------------------- |
| Juegos Panamericanos |          |            |                      |
| Juegos Sudamericanos | 1 (2022) | 1 (2014)   | 3 (1982, 2010, 2018) |

### Selección Juvenil Masculina
| Competición                                       | Campeón  | Subcampeón | Tercer puesto        |
| ------------------------------------------------- | -------- | ---------- | -------------------- |
| Campeonato Mundial de Baloncesto Masculino Sub-19 |          |            |                      |
| Campeonato FIBA Américas Sub-18                   |          |            |                      |
| Campeonato Sudamericano de Baloncesto Sub-17      |          |            |                      |
| Campeonato Sudamericano de Baloncesto Sub-17      | 1 (2017) |            | 1 (2015)             |
| Campeonato FIBA Américas Sub-16                   |          |            |                      |
| Campeonato Sudamericano de Baloncesto Sub-15      |          |            | 3 (1986, 2010, 2012) |

### Selección Femenina

#### Absoluta
| Competición                                    | Campeón                    | Subcampeón                       | Tercer puesto                                |
| ---------------------------------------------- | -------------------------- | -------------------------------- | -------------------------------------------- |
| Copa Mundial de Basquetbol femenino            |                            | 1 (1953)                         |                                              |
| Juegos Olímpicos                               |                            |                                  |                                              |
| FIBA AmeriCup femenina                         |                            |                                  |                                              |
| Campeonato Sudamericano de Baloncesto Femenino | 4 (1946, 1950, 1956, 1960) | 5 (1948, 1954, 1962, 1967, 1968) | 7 (1952, 1993, 1995, 2001, 2003, 2008, 2013) |

#### Selección Panamericana Femenina
| Competición          | Campeón | Subcampeón | Tercer puesto  |
| -------------------- | ------- | ---------- | -------------- |
| Juegos Panamericanos |         | 1 (1955)   | 2 (1959, 1963) |
| Juegos Sudamericanos |         | 1 (2014)   | 1 (1982)       |

### Selección Juvenil Femenina
| Competición                                           | Campeón  | Subcampeón     | Tercer puesto        |
| ----------------------------------------------------- | -------- | -------------- | -------------------- |
| Campeonato Mundial de Baloncesto Femenino Sub-19      |          |                |                      |
| Campeonato FIBA Américas Femenino Sub-18              |          |                |                      |
| Campeonato Mundial de Baloncesto Femenino Sub-17      |          |                |                      |
| Campeonato FIBA Américas Femenino Sub-16              |          |                | 1 (2019)             |
| Campeonato Sudamericano de Baloncesto Femenino Sub-17 |          | 2 (2002, 2009) | 3 (1987, 2013, 2017) |
| Campeonato Sudamericano de Baloncesto femenino Sub-15 | 1 (2018) |                |                      |
| Campeonato Sudamericano de Baloncesto femenino Sub-14 | 1 (2017) |                |                      |